# ATF5
ATF5‏ (Activating transcription factor 5) هوَ بروتين يُشَفر بواسطة جين ATF5 في الإنسان.